# Buslijn 75 (Rotterdam)
Buslijn 75 is een buslijn in de gemeente Rotterdam, die wordt geëxploiteerd door de RET. De huidige lijn is de derde lijn die dit nummer draagt.

## Lijn 75 I
Op 10 februari 1968, bij de opening van de metro, werd de lijn ingesteld op de route Zuidplein – Strevelsweg –  Breeplein – Stadionviaduct – Adriaan Volkerlaan – Koninginneweg – Groene Tuin – Grote Hagen – Groenenhagen (Grote Hagen bij Groene Tuin). In de jaren tachtig was de lijn nauw verweven met bus 72 die vrijwel dezelfde route reed, alleen in IJsselmonde bestond een afwijkende route. Op 23 augustus 2004 werd de lijn na de komst van tram 23 opgeheven.

## Lijn 75 II
Op 10 december 2006 werd de lijn opnieuw ingesteld tussen het Zuidplein maar ingekort tot het Sint Clara ziekenhuis. De lijn reed alleen door de week overdag. Op 14 december 2008 werd deze lijn weer opgeheven.   

## Lijn 75 III
De huidige lijn verbindt het winkelcentrum en OV-knooppunt Zuidplein met het Ikazia Ziekenhuis, Strevelsweg, Sandelingplein, Breeplein, Stadionviaduct, Stadion Feijenoord, Stadionweg, de wijk Zomerland en de HES met het Kralingse Zoom en is een zogenaamde "gemaksbus", wat inhoudt dat de lijn op maandag tot en met vrijdag tussen 7:00 en 18.30 uur elke dertig minuten rijdt, en rijdt niet in het weekend. Tussen Zuidplein en Breeplein wordt gezamenlijk met bus 77 gereden.